# Joey Barton
Joseph "Joey" Barton (Liverpool, 2 de setembro de 1982), é um ex futebolista inglês que atuava como meia, mais especificamente como volante. Atualmente é treinador e está sem clube, seu último trabalho foi em 2023 como técnico do Bristol Rovers FC, time que disputa a League One, equivalente a 3º Divisão Inglesa.

## Polêmicas
Famoso por se envolver em confusões, Barton já chegou a passar 6 meses na cadeia por uma série de brigas, além de já ter sido suspendido do futebol inúmeras vezes.
O brasileiro Neymar entrou em rota de colisão com o meia inglês por dizer que desconhecia o colega de profissão logo após Barton o provocar no Twitter. Em resposta ao jogador do Santos, se apoiando na derrota da Seleção Brasileira para a Seleção Inglesa por 2 a 1, Joey afirmou que se apresentará a ele quando "deixar o seu santuário na liga amazônica da selva", numa referência diminuta ao Campeonato Brasileiro de Futebol.
Dias depois, em 27 de fevereiro de 2013, o meio-campista se envolveu em outra confusão, desta vez com o sueco Ibrahimović. Durante um confronto pela Copa da França, no qual Zlatan foi o responsável por marcar os dois gols que eliminaram o Olympique de Marseille, time de Barton, o jogador, após uma disputa de bola com o atacante, o chamou de "narigudo".

## Vida pessoal
O jogador também é conhecido na Inglaterra pelo fato de namorar belas mulheres. Sua atual mulher é Amanda Harrington, que já estrelou alguns programas de TV no Reino Unido e concorreu ao título de Miss Inglaterra em 2006.

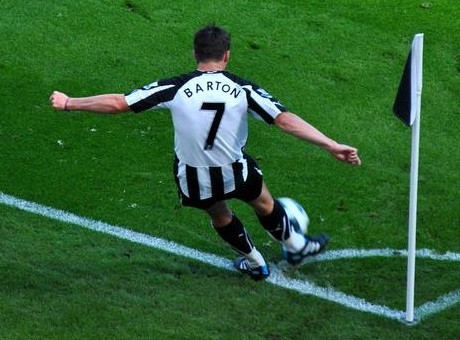
Newcastle

## Títulos
Newcastle United
- Football League Championship: 2009-10

Queens Park Rangers
- Football League Championship play-offs: 2013–14

Burnley
- Football League Championship: 2015-16

Individual
- Manchester City Young Player of the Year: 2003–04
- Burnley Player of the Year: 2015–16
- PFA Team of the Year: 2015–16 Championship